# Crusiljá
Crusiljá är en ort i Mexiko.   Den ligger i kommunen San Juan Cancuc och delstaten Chiapas, i den sydöstra delen av landet, 800 km öster om huvudstaden Mexico City. Crusiljá ligger 1 683 meter över havet och antalet invånare är 243.
Terrängen runt Crusiljá är bergig, och sluttar norrut. Runt Crusiljá är det ganska tätbefolkat, med 75 invånare per kvadratkilometer. Närmaste större samhälle är Pantelhó, 18,8 km nordväst om Crusiljá. I omgivningarna runt Crusiljá växer i huvudsak städsegrön lövskog.